# Iglesia de San Sebastián (Sot de Chera)
La iglesia parroquial de Sot de Chera (provincia de Valencia, España) es un templo católico que se sitúa en el casco antiguo de la población, dando su fachada principal a la calle San Sebastián y una puerta lateral a la plaza Juan de Juanes.

## Descripción
Se trata de una iglesia del siglo XVII, de concepción neoclásica y compuesta por una sola nave central cubierta con bóveda de medio cañón con lunetas.
Tiene capillas laterales entre los contrafuertes y coro sobre la puerta de entrada. En las capillas están dispuestos varios retablos neoclásicos con imágenes de San Antonio Abad, San Roque, La Inmaculada y Nuestra Señora de los Dolores (a la izquierda).
En la cabecera hay un retablo neoclásico blanco de escayola presidido por imágenes de la Asunción de Nuestra Señora y San Sebastián. A los lados del altar mayor se sitúan una capilla y la sacristía. El interior está decorado con pilastras, capiteles y molduras de tipo jónico. 
En el interior se conserva un sagrario-tríptico atribuido al pintor valenciano Juan de Juanes, de mediados del siglo XVI, que lleva por título Cristo mostrando la Sagrada Forma. Se trata de un elemento realizado en madera policromada y dorada. Su forma es más o menos prismática y de base hexagonal, y sus dimensiones aproximadas son de un metro de alto por sesenta centímetros de ancho y sesenta de profundidad.

## Campanario
El campanario exterior es de planta cuadrada, siendo un cuerpo con remate de doble edículo que alberga cuatro campanas. La cubierta exterior está construida a dos aguas con teja cerámica.

## Observaciones
El Templo tiene la condición de Bien de Relevancia Local según la Disposición Adicional Quinta de la Ley 5/2007, de 9 de febrero, de la Generalidad Valenciana, modificación de la Ley 4/1998 del 11 de junio, del Patrimonio Cultural Valenciano (DOCV Núm. 5.449 / 13.02.2007). En consecuencia, las intervenciones en las campanas deben comunicarse a la Dirección General del Patrimonio Cultural Valenciano adjuntando el proyecto previamente, al inicio de los trabajos.